# 3505 Byrd
3505 Byrd eller 1983 AM är en asteroid i huvudbältet som upptäcktes den 9 januari 1983 av den amerikanske astronomen Brian A. Skiff vid Anderson Mesa Station. Den är uppkallad efter den amerikanske journalisten Deborah Byrd.
Asteroiden har en diameter på ungefär 15 kilometer och den tillhör asteroidgruppen Eos.